# Augochloropsis notophos
Augochloropsis notophos là một loài Hymenoptera trong họ Halictidae. Loài này được Vachal mô tả khoa học năm 1903.